# 나이절 미겔
나이절 미겔(Nigel Miguel, 1963년 4월 8일 ~ )은 미국의 농구 선수 출신 배우, 영화 제작자이다. 벨리즈계 미국인으로, 벨리즈시티에서 성장하여 미국으로 이주했다.

## 영화
- 엘리자베스타운 (2005년)
- 에어 (1994년)
- 덩크슛 (1992년)
- 천국의 운동장 (1991년)
- 여군 외인 부대 (1989년)
- 범죄와의 전쟁 (1988년)